# Il club della magia!
Il club della magia! (魔法使いTai！?, Maho tsukai Tai!) è un OAV di sei puntate del 1996 da cui sono stati tratti due manga, uno shōnen di Shamneko ed uno shōjo di Tammy Ōta e una serie televisiva anime di 13 episodi del 1999.
Autore della serie è il regista Jun'ichi Satō, insieme agli studi Triangle Staff e Bandai Visual. L'OAV de Il club della magia! è stato pubblicato in Italia dalla Dynit, sia in VHS che in DVD, mentre il manga è stato edito dalla Star Comics. La serie TV, originariamente trasmessa sul canale satellitare WOWOW, è attualmente inedita.

## Trama

### OAV
Un giorno nei cieli della Terra compare uno strano oggetto alieno somigliante a una "campana". Gli umani tentano di tutto per abbatterla ma tutte le armi risultano inefficaci. Stranamente la nave rimane ferma nel cielo e non si dimostra affatto ostile, tanto che per i terrestri la sua presenza diventerà un'abitudine. Intanto al liceo Kitanohoashi, Takeo Takakura e Ayanojō Aburatsubo hanno deciso di fondare il club della magia. Per la gioia dell'arrapatissimo Takeo (ma con grande dispiacere di Ayanojō, innamorato proprio di lui) si uniranno al club anche tre graziose fanciulle: Sae Sawaguchi, Nanaka Nakatomi e Akane Aikawa; Akane si è iscritta per usare la magia per i propri scopi e Nanaka perché innamorata di Ayanojō, mentre l'unica davvero motivata è l'imbranatissima Sae che prova una profonda ammirazione per Takeo. E sarà proprio per farsi bello davanti a Sae, che Takeo dichiarerà di voler scoprire e annientare i piani dello Tsurigane, la campana aliena.

### Serie TV
Dopo aver sconfitto gli alieni come si era visto nella serie di OAV, adesso i cinque membri del club di magia hanno a che fare con un problema ancora più grosso: il mastodontico albero di ciliegio in cui Sae aveva trasformato la famigerata "campana aliena". Ma l'albero di ciliegio potrebbe non essere l'unico problema di carattere magico che il club di Takeo dovrà affrontare.

## Personaggi
Sae Sawanoguchi (沢野口 沙絵?, Sawanoguchi Sae)
Doppiata da: Hiroko Konishi (ed. giapponese), Federica De Bortoli (ed. italiana)
Indiscussa protagonista della serie, Sae è una ragazzina vivace e iperattiva, che non riesce a stare seduta troppo a lungo. È sbadata e piagnucolona ma cerca sempre di dare il meglio in ogni cosa che fa, anche se ha scarsa fiducia nelle proprie abilità magiche. È molto legata a Takeo che vede come un vero e proprio maestro, e vorrebbe diventare brava nella magia come lui. Ha riposto tutta la propria fiducia in Jeff-kun, un orsacchiotto di peluche che ricevette in regalo da uno stregone quando era piccola, e tramite il quale riesce a liberare quel potere magico latente in lei.
Nanaka Nakatomi (中富 七香?, Nakatomi Nanaka)
Doppiata da: Mayumi Iizuka (ed. giapponese), Alida Milana (ed. italiana)
È amica di Sae sin da quando erano bambine ed è sempre stata molto protettiva nei suoi confronti. È una ragazza con i piedi per terra dotata di un carattere molto forte e senza peli sulla lingua. Non prende mai molto sul serio le attività del club e cerca continuamente di marinare le riunioni; in realtà è entrata nel club solo per Ayanojo, di cui è innamorata, nonostante sappia di non essere ricambiata.
Akane Aikawa (愛川 茜?, Aikawa Akane)
Doppiata da: Junko Iwao (ed. giapponese), Domitilla D'Amico (ed. italiana)
Bella e sensuale, frivola e superficiale, Akane è corteggiata da tutti i ragazzi della scuola. Salta sempre le riunioni per uscire con qualche ragazzo, non è molto interessata alla magia (infatti entra nella sede del club solo quando deve cambiarsi d'abito dopo la scuola). È una maga dotata di enorme potere (riesce addirittura a leggere i pensieri degli alieni), che però utilizza in maniera sciocca e sconsiderata (come lanciare un incantesimo ai ragazzi che la infastidiscono). A causa di questo suo comportamento viene spesso rimproverata da Sae, ma in seguito diverranno molto amiche.
Takeo Takakura (高倉 武男?, Takakura Takeo)
Doppiato da: Masaya Onosaka (ed. giapponese), Massimiliano Alto (ed. italiana)
È il fiero presidente del club di magia, nonché suo fondatore, poiché fu lui a trovare la prima bacchetta magica da cui in seguito clonò le altre. Tipico adolescente in piena tempesta ormonale, Takeo cerca sempre di fare colpo sulle ragazze, e memorabili sono le sue perverse fantasie in cui si immagina le tre formose maghette mezze-nude implorare il suo aiuto. Per sua sfortuna conosce Mizuha da quando erano piccoli e lei lo torturava senza pietà; tuttora non riesce a starle davanti a causa delle sue forme esagerate che gli incutono un certo timore reverenziale.
Ayanojō Aburatsubo (油壷 綾之丞?, Aburatsubo Ayanojō)
Doppiato da: Takehito Koyasu, Oreste Baldini (ed. italiana)
Ayano è il vice presidente del club di magia, ma è anche membro di molti altri club della suola. Dai lineamenti delicati, ma con una voce cupa e virile, è dichiaratamente omosessuale. È molto popolare fra le ragazze del Kitanohashi, ma a lui interessa solo Takeo (per questo motivo è entrato nel club). Anche se si comporta sgarbatamente con Sae, perché geloso del suo rapporto con Takeo, è un ragazzo dolce e maturo, e vuole bene a tutti i suoi compagni.
Mizuha Miyama (深山 瑞葉 ?, Miyama Mizuha)
Doppiata da: Rei Sakuma (ed. giapponese), Claudia Razzi (ed. italiana)
Snob e presuntuosa, Mizuha è la prosperosa presidentessa del club del manga al liceo Kitanohashi, e cerca in continuazione di rubare spazio al club della magia, con cui condivide la stanza. Vecchia compagna di infanzia di Takeo, nonché sua nemica "naturale" (quando erano bambini lo prendeva sempre in giro), lo conosce molto bene e non perde occasione di metterlo in imbarazzo sfoderando le sue micidiali armi... due enormi seni a cui lo sventurato Takeo non osa opporsi.

## Episodi

Copertina del primo DVD pubblicato da Dynit

### OAV
| Nº | Titolo italiano Giapponese 「Kanji」 - Rōmaji | Prima edizione   | Prima edizione |
| Nº | Titolo italiano Giapponese 「Kanji」 - Rōmaji | Giapponese       |                |
| 1  | La Campana, il senpai Takakura e la magia per volare 「ツリガネと、高倉先輩と、空とぶ魔法」 - Tsurigane to, Takakura senpai to, sora tobu mahō                   | 25 maggio 1996   |                |
| 2  | La Trottola Gigante, la signorina Mizuha e la magia non riuscita 「巨大ベーゴマと、瑞葉先輩と、しっぱい魔法」 - Kyodai bēgoma to, Mizuha senpai to, shippai mahō | 25 luglio 1996   |                |
| 3  | L'Elica Volante, Akane e la magia proibita 「タケトンボと、茜ちゃんと、いけない魔法」 - Taketonbo to, Akane-chan to, ikenai mahō                                 | 25 ottobre 1996  |                |
| 4  | Il mare, la grotta e il party della magia 「海と、洞窟と、マジックパーティー」 - Umi to, dōkutsu to, Majikku Pātī                                                | 25 febbraio 1997 |                |
| 5  | Nanaka, il senpai Aburatsubo e la magia della dichiarazione? 「七香と、油壺先輩と、告白魔法？」 - Nanaka to, Aburatsubo senpai to, kokuhaku mahō?                | 25 luglio 1997   |                |
| 6  | Sae, Jeff e la grande magia 「沙絵と、ジェフ君と、大魔法」 - Sae to, Jefu-kun to, dai mahō                                                                       | 25 ottobre 1997  |                |

### Serie TV
| Nº | Titolo italiano (traduzione letterale) Giapponese 「Kanji」 - Rōmaji                                                                                  | In onda           | In onda |
| Nº | Titolo italiano (traduzione letterale) Giapponese 「Kanji」 - Rōmaji                                                                                  | Giapponese        |         |
| 1  | Sae, il club della magia e l'albero di ciliegio 「沙絵と、魔法クラブと、桜の木」 - Sae to, mahō kurabu to, sakura no ki                               | 7 luglio 1999     |         |
| 2  | Nanaka, la torta e la serata pericolosa 「七香と、ケーキと、危険な夜」 - Nanaka to, kēki to, kikenna yoru                                             | 14 luglio 1999    |         |
| 3  | Il senpai Aburatsubo, il convolvolo e l'incontro insegnanti-genitori 「油壷先輩と、朝顔と、親子面談」 - Aburatsubo senpai to, asagao to, oyako mendan | 21 luglio 1999    |         |
| 4  | Sae, il bagno e l'altro lato della porta 「沙絵と、風呂場と、扉の向こう」 - Sae to, furoba to, tobira no mukō                                         | 28 luglio 1999    |         |
| 5  | Akane-chan, il singhiozzo e una strana relazione 「茜ちゃんと、しゃっくりと、アヤシイ関係」 - Akane-chan to, shakkuri to, ayashii kankei              | 4 agosto 1999     |         |
| 6  | Il senpai Takakura, gli origami e l'appuntamento segreto 「高倉先輩と、やっこと、秘密のデート」 - Takakura senpai to, yakko to, himitsu no dēto       | 18 agosto 1999    |         |
| 7  | Sae, il pomodoro e la danza del pennello 「沙絵と、トマトと、絵筆のダンス」 - Sae to, tomato to, efude no dansu                                       | 25 agosto 1999    |         |
| 8  | Alice, il passaggio a livello e l'origine dei cracker 「アリスと、踏切と、ソースせんべい」 - Arisu to, fumikiri to, sōsu senbei                       | 1º settembre 1999 |         |
| 9  | I kimono a maniche lunghe, i pantaloncini e l'età dei fiori 「振袖と、短パンと、華の時代」 - Furisode to, tanpan to, hana no jidai                    | 8 settembre 1999  |         |
| 10 | La neve, il puledro e il primo bacio 「雪と、子馬と、ファースト・キッス」 - Yuki to, kouma to, fāsuto kissu                                           | 15 settembre 1999 |         |
| 11 | Akane-chan, lo specchio e la svendita di fine anno 「茜ちゃんと、鏡と、歳末バーゲン」 - Akane-chan to, kagami to, saimatsu bāgen                      | 22 settembre 1999 |         |
| 12 | Il polpo, il fulmine e la senpai Micky 「タコと、稲妻と、ミッキー先輩」 - Tako to, inazuma to, Mikkī senpai                                           | 29 settembre 1999 |         |
| 13 | La magia di Sae, i sentimenti di Sae, per sempre 「沙絵の魔法、沙絵の気持ち、いつまでもずっと」 - Sae no mahō, Sae no kimochi, itsu made mo zutto     | 6 ottobre 1999    |         |

## Colonna sonora

### Sigle di apertura
- Senobi Wo Shite Follow You Cantata da Mahou Tsukai Tai (OAV)
- I Wanna Do More cantata da Ami Ozaki (TV)

### Sigle di chiusura
- Mata Ashita cantata da Masami Okui (OAV)
- Should I Do? cantata da Ami Ozaki (TV)